# Maja Martina Merljak
Maja Martina Merljak, slovenska gledališka in filmska igralka, *27. oktober 1983, Ljubljana.

## Življenjepis
Z gledališčem se je kot ustvarjalka prvič srečala v gimnazijskem času, ko je začela igrati v Šentjakobskem gledališču. Na Akademiji za gledališče, radio, film in televizijo je študirala dramsko igro in umetniško besedo in diplomirala leta 2006.
Poleg igranja v gledališču sodeluje tudi v filmskih in televizijskih produkcijah (npr.: Pokrajina št. 2, Vlomilci delajo poleti, Kandidatka in šofer), povezuje prireditve (npr. predizbor in izbor EMA 2009, Miss Universe, Slovenka leta 2010, Slovenec leta 2011 ...), sinhronizira risane, igrane in dokumentarne filme (npr. Garfield, Popotovanje Cesarskega pingvina, Smrkci), igra v muzikalih (Briljantina, Cabaret, Prava Dekleta, Avenija Q, Cvetje v jeseni).

### Zasebno
S partnerjem, režiserjem Juretom Matjažičem, ima dva otroka. Ima sestro in brata, njena mama je prehranska svetovalka Marija Merljak.

## Nagrade
- 2008 – nagrada vesna za najboljšo stransko žensko vlogo v filmu Pokrajina št. 2[8]